# Радіоастрономічна обсерваторія Хартбістхук
25°53′25″ пд. ш. 27°41′08″ сх. д. / 25.890373888889° пд. ш. 27.685576111111° сх. д.
Радіоастрономічна обсерваторія Хартбістхук (Hartebeesthoek Radio Astronomy Observatory - HartRAO) — це радіоастрономічна обсерваторія, яка розташована в природній чаші пагорбів у Хартбістхуці на південь від гірського хребта Магалісберг, Гаутенг, Південна Африка, за 50 км на захід від Йоганнесбурга . Це Національний дослідницький фонд під керуванням Національного дослідницького фонду Південної Африки. HartRAO була єдиною великою обсерваторією радіоастрономії в Африці до будівництва випробувального зразка KAT-7 для майбутнього масиву MeerKAT .

## Історія

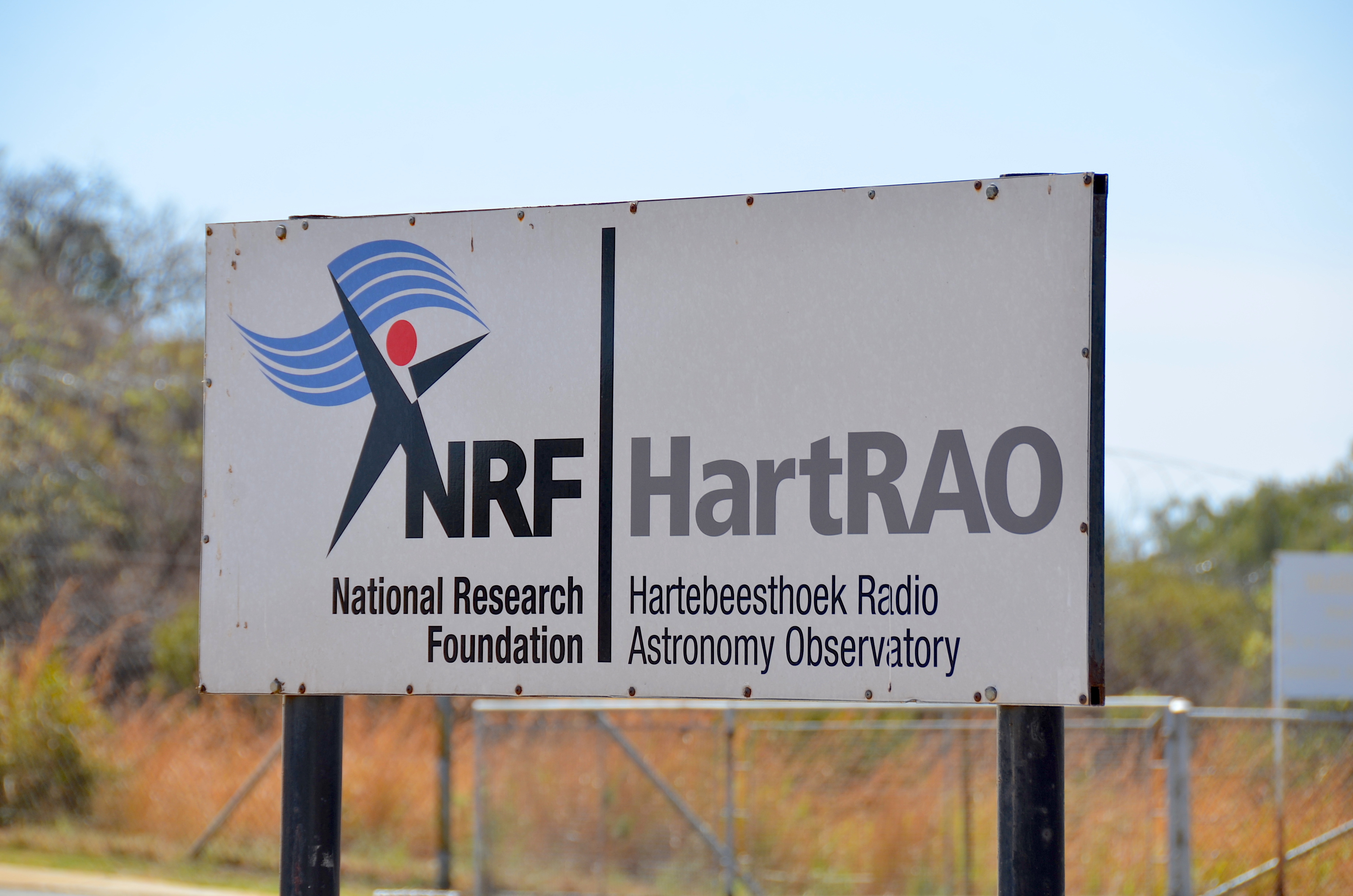
Вхід в обсерваторію радіоастрономії Хартбістхук (HartRAO)

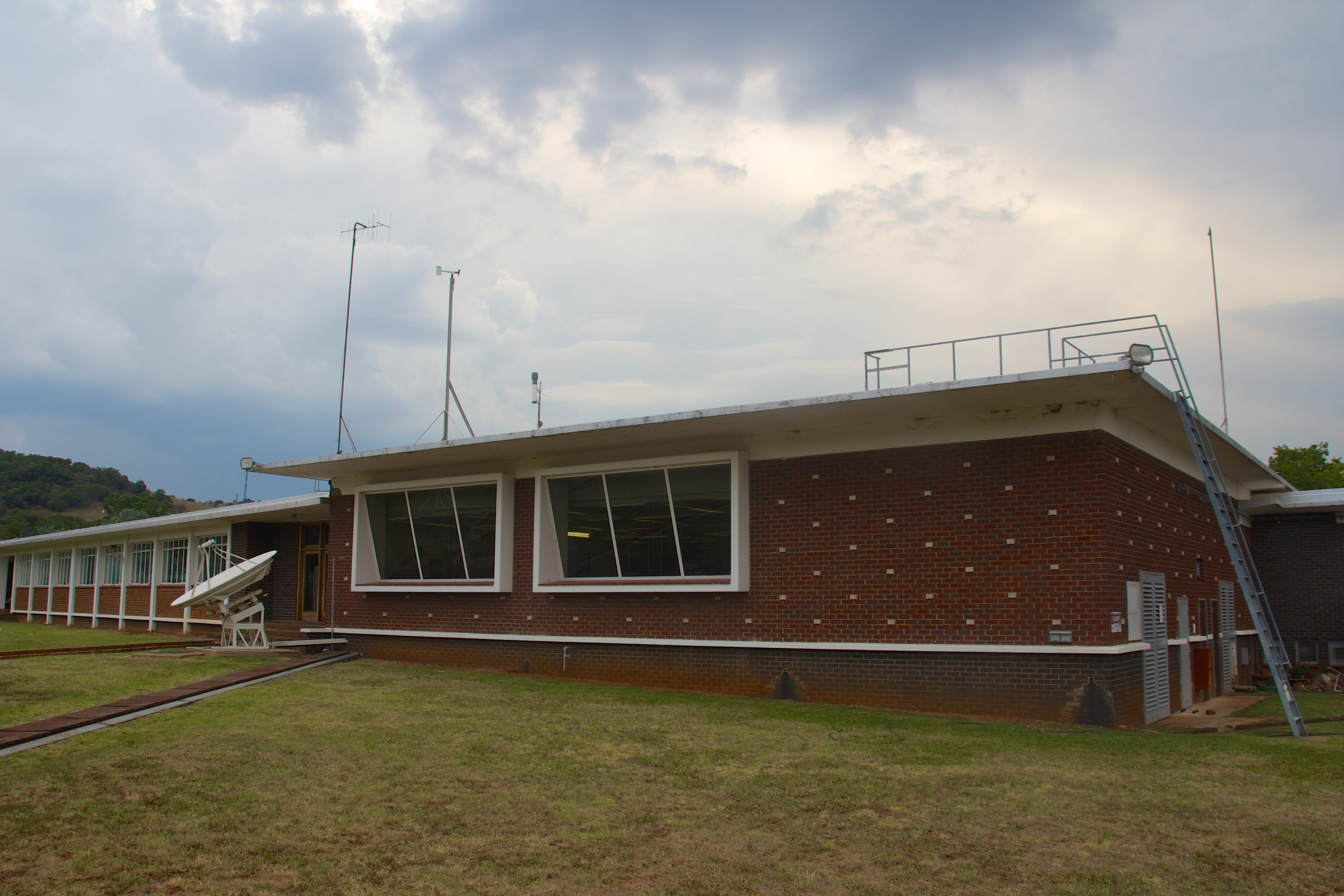
Центр контролю HartRAO

Спочатку обсерваторія мала назву Deep Space Station 51 (DSS51) і була побудована в 1961 році Національним управлінням аеронавтики та космосу (NASA). У цій ролі станція допомагала відслідковувати багато безпілотних космічних місій США, включаючи космічний корабель «Рейнджер», «Сюрвейер» і «Місячний орбітер» (який приземлився на Місяць або наніс його на карту з орбіти), місії «Марінер» (які досліджували планети Венера і Марс) і місії «Піонер» (які вимірювали вітри Сонця).
Перші знімки поверхні Марса з Mariner 4 були отримані на DSS 51.
NASA вийшло зі станції в 1975 році, передавши її Раді з наукових та промислових досліджень Південної Африки (CSIR), яка перетворила її на обсерваторію радіоастрономії. :335 У 1988 р. Обсерваторія стала Національним фондом, яким керував Фонд розвитку досліджень (FRD); у 1999 р. ФРД було реструктуризовано як Національний науково-дослідний фонд (НДФ). :335
Станом на  2011, NASA продовжує укладати контракти на послуги відстеження запуску при потребі, і зробила це для запуску Наукової лабораторії Марса 26 листопада 2011 р..

## Радіотелескоп
Обсерваторія обладнана єдиним 260- тонним радіотелескопом з діаметром основної відбиваючої поверхні 26 метрів. Телескоп оснащений радіоприймачами, що працюють в мікрохвильовому діапазоні з довжиною хвиль 18 см, 13 см, 6 см, 4,5 см, 3,5 см, 2,5 см і 1,3 см.

## Дослідження

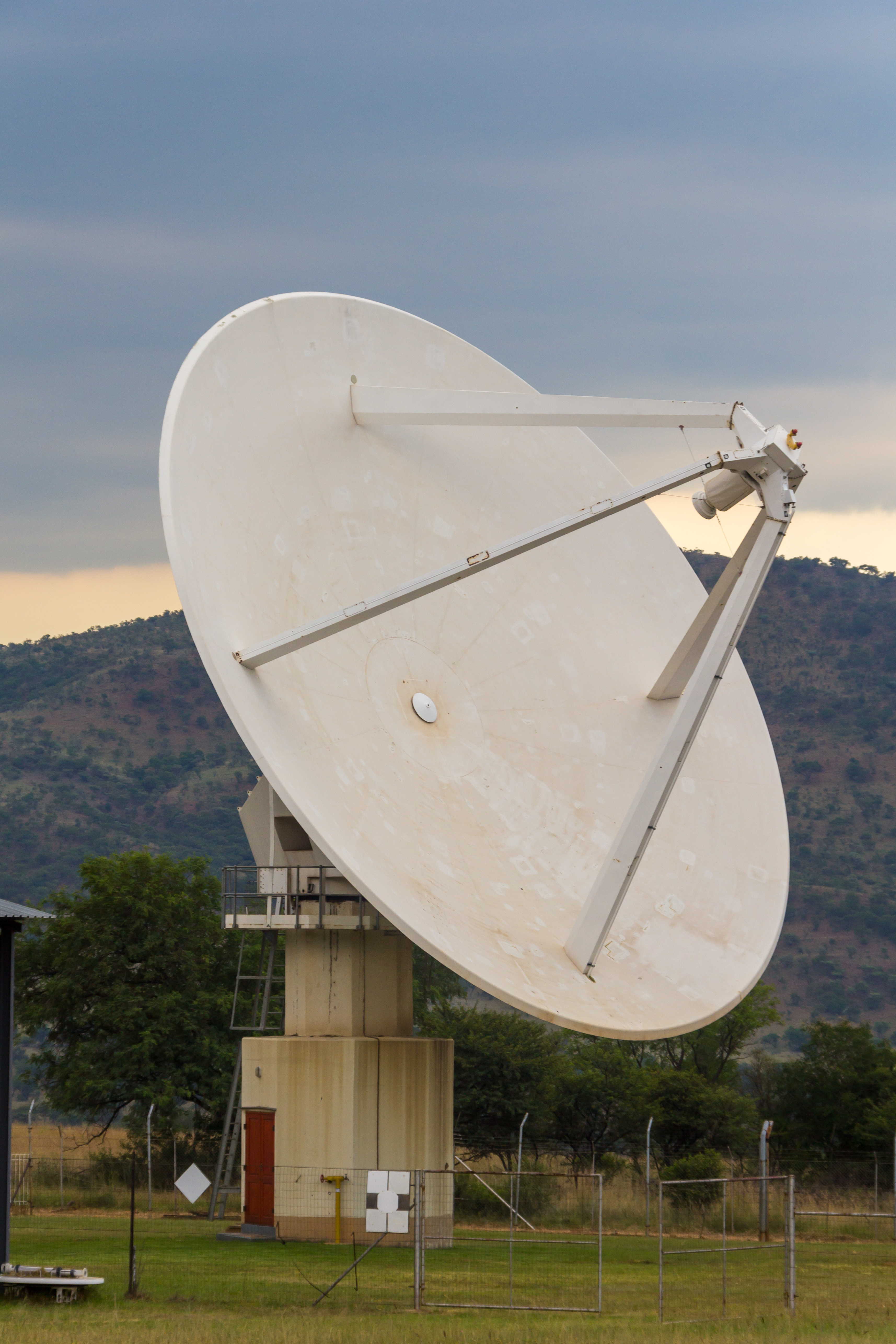
Прототип тарілки MeerKAT

HartRAO використовується для континуальної радіометрії, спектроскопії, пульсарного хронометражу та інтерферометрії . Він працює разом з радіотелескопами на інших континентах, а також з орбітальними радіотелескопами HALCA (проект VSOP) та Spektr-R (RadioAstron) для проведення спостережень за Радіоінтерферометрією з наддовгою базою (VLBI).
HartRAO є асоційованим членом Європейської мережі VLBI, але також працює з Довгим базовим масивом телескопа Австралії, Азіатсько-Тихоокеанським телескопом, Антенним масивом дуже великої бази США та Глобальним масивом.
HartRAO також запускає програму космічної геодезії з використанням VLBI, супутникового лазерного вимірювання та системи глобального позиціонування . Розпочато розробку місячного лазерного ренджера (LLR) на базі оптичного телескопа довжиною 1 м. Система LLR використовуватиме 100 мДж, 20 Гц, лазер довжиною імпульсу 80 ps, щоб дістатися до кутових кубових рефлекторних решіток на Місяці.
Обсерваторія також надає студентам та викладачам з університетів Південної Африки зручності та можливості для проведення досліджень.

## Участь у проекті телескопа Karoo Array
XDM, прототип тарілки для радіотелескопа MeerKAT, був побудований на HartRAO. Конструкція тарілки XDM була вперше використана в KAT-7, інженерному дослідному стенді та науковому приладі із семи супутникових антен у Карнарвоні в Північно-Капській провінції. KAT-7, завершений у 2012 році, ознаменував перший етап розвитку MeerKAT.